# NGC 7057
NGC 7057 (również PGC 66708) – galaktyka eliptyczna (E-S0), znajdująca się w gwiazdozbiorze Mikroskopu. Odkrył ją John Herschel 2 września 1836 roku.